# Prometheus (arbre)
 (décembre 2010).
Pour les articles homonymes, voir Prometheus.
Prometheus (également connu sous le code WPN-114) est le surnom d'un pin de Bristlecone (Pinus longaeva) âgé probablement de plus de 5 000 ans et situé dans le Nevada au niveau de l'étage alpin. Il est abattu en 1964 dans le cadre d'une étude de la dynamique des climats du petit âge glaciaire par dendrochronologie. Il était considéré comme le végétal le plus âgé de la planète jusqu'en 2008 où on a fait la découverte d'un bosquet d’épicéas dont la souche est âgée de 9 550 ans en Suède, Old Tjikko. Il s'agit néanmoins du tronc d'arbre le plus vieux connu.

## Présentation
Alors que l'arbre, qui s'accroche à un pierrier inhospitalier, ne fait guère plus de 5 mètres de hauteur, qu'il ne porte d'écorce que sur une toute petite fraction de sa large circonférence (8 % des 6,4 m, le reste du tronc étant à nu et s'érodant sous l'effet des gels), il est abattu le 6 août 1964 par Donald Rusk Currey (en), un doctorant et un membre du Service des forêts des États-Unis à des fins de recherche et alors que son âge n'était pas encore connu. Depuis lors, c'est l'arbre Mathusalem qui est considéré comme le Bristlecone le plus âgé au monde.
Il doit son nom à Prométhée, qui d'après la Théogonie d'Hésiode, créa les êtres humains à partir d'une motte d'argile.

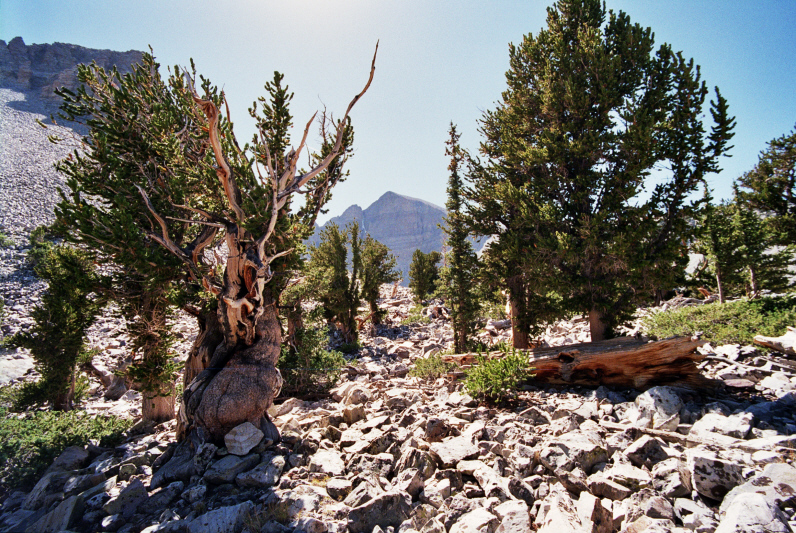
Le bosquet où se trouvait Prometheus, avec le pic Wheeler au loin.

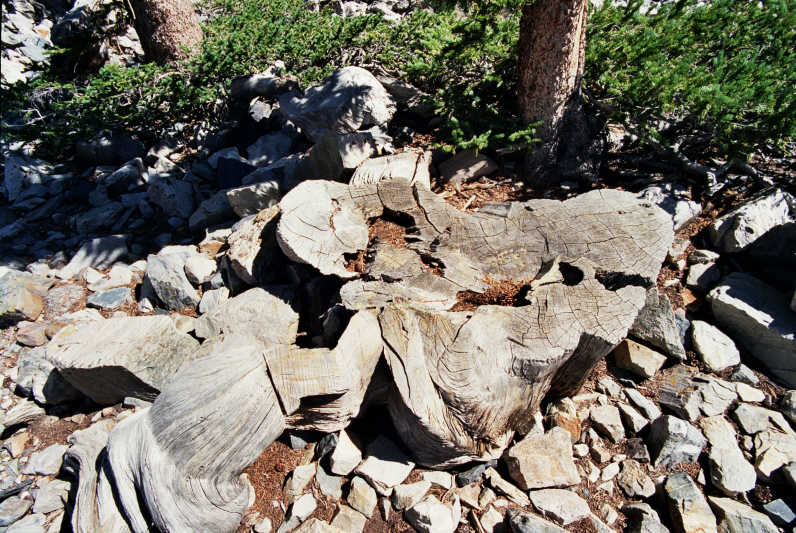
Les restes du tronc coupé.

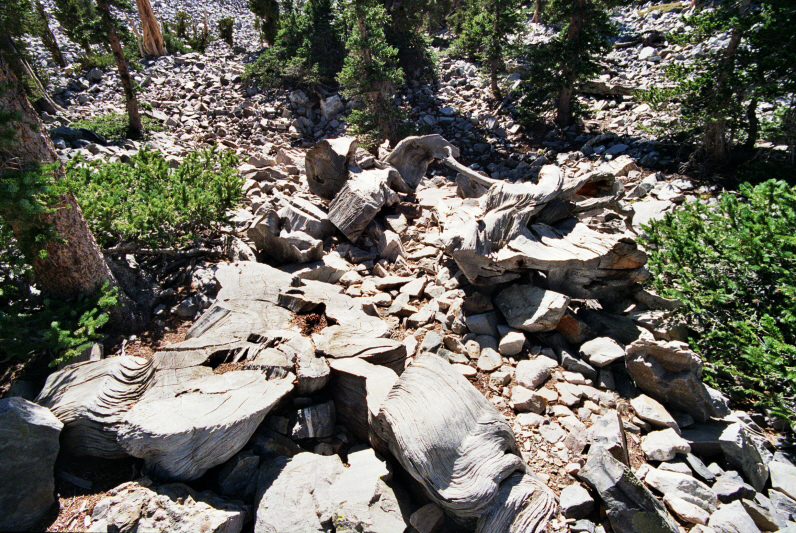
La souche (en bas à gauche) et des restes de l'arbre (au centre).

## Étude de l'arbre
(janvier 2021).
Le contenu est difficilement compréhensible vu les erreurs de traduction, qui sont peut-être dues à l'utilisation d'un logiciel de traduction automatique.
Cet arbre appartenait à une population de pins de Bristlecone qui poussent à la limite de l'étage alpin sur la moraine latérale d'un ancien glacier sur le pic Wheeler, où, depuis 1986, se trouve le parc national de Great Basin, dans le Nevada oriental. Le pic Wheeler est la plus haute montagne du Snake Range et la plus haute montagne située entièrement dans l'État de Nevada. La population de pins de Bristlecone qui y pousse se divise en au moins deux sous-populations distinctes, dont l'une est accessible par un sentier d'interprétation très fréquenté. Prometheus pourtant, a grandi dans une région où l'on ne peut se rendre que par des randonnées à pied hors piste. En 1958 ou en 1961, un groupe de naturalistes qui avaient admiré le bosquet où l'arbre avait poussé a donné des noms à un certain nombre d'arbres, les plus grands ou les plus curieux, y compris Prometheus. La désignation comme WPN-114 a été donnée par le chercheur Donald R. Currey et vient du fait que c'est le 114e arbre qu'il a retenu pour ses recherches dans le comté de White Pine au Nevada.
Le compte des cernes effectué par Currey sur la section de l'arbre était de 4 844. Quelques années plus tard, il a été porté à 4862 par Donald Graybill, du Laboratoire de recherche sur les cernes des arbres (université d'Arizona). En 2010, Chris Baisan et Matthew Salzer du même laboratoire ont affiné la mesure de l'âge, par interdatation, ce qui permet de tenir compte des cernes manquants (fréquents dans les arbres poussant à la limite de l'étage alpin). Ils obtiennent 4 900 ans très précisément. Cependant, le comptage des cernes a été fait sur une coupe transversale du tronc prise à environ 2,5 m au-dessus du point de germination original de l'arbre, parce que les cernes les plus centraux manquaient au-dessous de ce point. En ajoutant les années nécessaires pour atteindre cette hauteur, il est probable que l'arbre ait eu près de 5 000 ans au moment de la coupe. Cela fait de lui le plus vieil organisme unitaire (c'est-à-dire non-clonal) qu'on ait jamais connu, dépassant d'environ 200 ans l'arbre Mathusalem du Bosquet Schulman dans les Montagnes Blanches en Californie.
Que Prometheus soit considéré ou non comme l'organisme le plus ancien qu'on ait jamais connu dépend de la définition qu'on donne aux termes « le plus ancien » et « organisme ». Par exemple, certains organismes germinatifs ou clonaux, comme un buisson de créosote (Larrea tridentata) ou un tremble, pourraient avoir des individus plus âgés si l'organisme clonal est regardé comme un tout. En pareil cas, l'organisme vivant le plus ancien est un bosquet de Populus tremuloides dans l'Utah, connu sous le nom de Pando, avec 80 000 ans. Dans un organisme clonal, pourtant, les pieds clonaux individuels ne sont nulle part et de loin aussi anciens et aucune partie de l'organisme à aucun point dans le temps ne devient particulièrement vieille. Prometheus était ainsi l'organisme non-clonal le plus ancien qui ait été découvert, avec son bois le plus profond qui avait de 5 000 ans d'âge. Il est possible, pourtant, qu'il existe un exemplaire plus ancien dont l'âge n'ait pas encore été évalué. Les pins bristlecones sont connus pour la difficulté qu'on a à évaluer leur âge à cause de leur croissance particulièrement contorsionnée et l'abattage de très vieux arbres n'est plus autorisé.

## L'abattage de l'arbre
Dans les années 1950 les dendrochronologues ont fait de grands efforts pour découvrir les espèces d'arbres actuelles les plus anciennes ; ils comptaient utiliser l'analyse des cernes pour différents objectifs de recherche, comme la reconstitution d'anciens climats, la datation de ruines archéologiques et cette question fondamentale qui est la recherche des créatures actuelles les plus anciennes. Edward Schulman a découvert alors que les pins bristlecones dans les Montagnes blanches de Californie et ailleurs étaient plus vieux que n'importe quelle espèce déjà datée. On a eu donc envie de trouver des bristlecones très âgés, plus âgés peut-être que l'arbre Mathusalem, estimé par Schulman en 1957 à plus de 4700 ans.
Donald R. Currey était doctorant à l'université de Caroline du Nord à Chapel Hill, et il étudiait la dynamique des climats du petit âge glaciaire en utilisant les techniques de la dendrochronologie. En 1963 son attention fut attirée par les populations de bristlecones dans le Snake Range, et sur le pic Wheeler en particulier. En se fondant sur la taille, le taux de croissance et les formes de croissance de certains des arbres, il se convainquit qu'il existait sur la montagne quelques exemplaires très anciens et il préleva une carotte sur certains d'entre eux, trouvant des arbres dépassant 3 000 ans. Currey ne réussit pourtant pas à obtenir une série continue de carottages avec chevauchement pour WPN-114.
Ici, les histoires divergent. On ne sait pas bien si c'est Currey qui a demandé, ou si c'est le personnel du service forestier qui a suggéré que l'on coupât l'arbre au lieu d'y pratiquer un carottage. Il y a aussi quelque incertitude quant à la raison pour laquelle un carottage n'a pu être fait. Une version est qu'il a brisé son unique longue tarière d'accroissement ou n'arrivait pas à la retirer et qu'il ne pouvait pas en obtenir une autre avant la fin de la campagne sur le terrain, une autre version prétend qu'il avait cassé deux tarières, et une autre encore qu'un échantillon de base était trop difficile à obtenir par carottage et qu'il n'aurait pas fourni autant de renseignements définitifs qu'une coupe transversale complète de l'arbre.
Il s'y ajoute des différences d'opinion sur le caractère exceptionnel de Prométhée dans le bosquet du pic Wheeler. On a dit que Currey et/ou le personnel de service forestier qui a autorisé l'abattage croyaient que l'arbre était seulement un des arbres très grands et très vieux dans le bosquet, tandis que d'autres, parmi lesquels un au moins a été impliqué dans la prise de décision et l'abattage de l'arbre, croyaient que l'arbre était vraiment exceptionnel - manifestement plus vieux que les autres arbres du domaine. Au moins une des personnes impliquées assure que Currey savait la vérité à l'époque bien que lui-même ne l'ait jamais avoué ; d'autres au contraire ont contesté que l'arbre fût de façon évidente plus vieux que les autres.
Dans sa publication scientifique de 1965, Currey indique qu'il avait fait abattre l'arbre (1) pour savoir si les bristlecones les plus âgés étaient nécessairement confinés aux Montagnes Blanches de Californie, comme des études dendrochronologiques antérieures semblaient le suggérer et (2) pour étudier le climat du petit âge glaciaire. Le petit âge glaciaire désignait à l'époque les 4000 dernières années, alors qu'on a depuis restreint ce terme à la période climatique froide s'étendant du XIVe au XIXe siècles.
L'arbre a été abattu et sectionné en août 1964, et plusieurs morceaux ont été emportés pour être traités et analysés, d'abord par Currey, puis par d'autres dans les années suivantes. Des sections, ou des morceaux de sections ont abouti à différents endroits, dont certains sont ouverts au public, entre autres : le centre de visite du parc national de Great Basin (Baker, NV), le Convention Center d'Ely (Ely, NV), le Laboratoire de Recherche sur les cernes des arbres de l'université d'Arizona (Tucson, AZ) et l'Institut de génétique forestière du Service forestier américain (Placerville, CA).

## Répercussions de l'abattage de l'arbre
L'abattage de l'arbre a renforcé le mouvement de protection des bristlecones en général et des bosquets du pic Wheeler en particulier. Avant que l'arbre soit coupé, il y avait déjà eu un mouvement pour protéger les zones montagneuses et contiguës à l'intérieur d'un parc national et vingt-deux ans après l'incident la région a acquis ce statut de parc national. Don Currey lui-même a témoigné au congrès américain pour la création du parc.
L'endroit exact de l'arbre qui est maintenant le plus vieux, Mathusalem, est gardé secret par l'agence chargée de l'administration, le Service des forêts américain. À cause de l'importance de l'espèce dans les recherches de dendrochronologie, tous les pins bristlecones sont maintenant protégés, qu'ils soient sur pied ou au sol.

### Sources et bibliographie
- (en) Currey, D.R. 1965. An Ancient Bristlecone Pine Stand in Eastern Nevada in. Ecology 46(4):564–566 : extrait.
- (en) Hitch, Charles J. 1982. Dendrochronology and Serendipity in. American Scientist 70(3): 300–305.
- (en) Kelsey, Michael R. 1999. Hiking and Climbing in the Great Basin National Park: A Guide to Nevada's Wheeler Peak, Mt. Moriah and the Snake Range. Kelsey Publishing, Salt Lake City, UT.  (ISBN 0-9605824-8-7). Le livre contient une carte indiquant l'emplacement approximatif de l'arbre sur le pic Wheeler.
- (en) Lambert, Darwin. 1991. Great Basin Drama: The Story of a National Park. Roberts-Rinehart Publishers.  (ISBN 0-911797-95-5)